# Côte de Eights
La côte de Eights, parfois écrite côte d'Eights, est la région côtière de la terre d'Ellsworth, en Antarctique occidental, donnant sur la mer de Bellingshausen, et séparée de la côte de Walgreen à l'ouest par le cap Waite et de la côte de Bryan à l'est par la pointe Pfrogner. Elle est bordée par la barrière d'Abbot, dans laquelle sont incluses des îles, dont l'île Thurston en direction de la mer d'Amundsen. Elle n'est revendiquée par aucune nation. Elle est limitée à l'est par le secteur revendiqué par le Chili, à 450 km au nord par l'Île Pierre-Ier, revendiquée par la Norvège, et à l'ouest par la terre Marie Byrd, non revendiquée.
Elle a été baptisée en l'honneur du scientifique américain James Eights (en), qui découvrit le premier fossile en Antarctique, celui d'un trilobite dans les îles Shetland du Sud.